# Six (Mansun)
Six è il secondo album di studio della band Alternative Rock inglese Mansun.

## Tracce
Part One
1. "Six" 8:07
2. "Negative" 4:21
3. "Shotgun" 6:38
4. "Inverse Midas" 6:36
5. "Anti-Everything" 2:25
6. "Fall Out" 3:47
7. "Serotonin" 2:33
8. "Cancer" 9:31

Interlude
1. "Witness to a murder (Part Two)" (Monologo interpretato da Tom Baker)	3:06

Part Two
1. "Television" 8:21
2. "Special/Blown it (Delete as Appropriate)"5:32
3. "Legacy" 6:33
4. "Being a girl" 7:59

## Formazione
- Dominic Chad – chitarra, pianoforte, voce, sintetizzatore
- Stove King – basso
- Andie Rathbone – batteria
- Paul Draper – voce, chitarra, pianoforte, sintetizzatore, produzione